# Imru l-Kajsz
Imru l-Kajsz ibn Hudzsr (501 k. – Anküra, 540 k.) a dzsáhilijja korának egyik legnagyobb, sokak szerint legkiválóbb arab költője volt.

## Élete
Kortársai közül kiemelkedett nemes származásával. A délarab Kinda törzs, a jemeni uralkodóház leszármazottja volt, amely nagyapja, al-Hárisz idején vándorolt északra, és hatalmas törzsszövetséget hozott létre Észak-Arábia, Mezopotámia és Szíria határán. Az új állam nagy fenyegetést jelentett a Gasszánidák és Lahmidák királyságára nézve: Hárisz a 6. század elején III. Mundzírt elűzve a hírai trónt is birtokolta. Hárisz halála után a szövetség felbomlott, és fia, Imru l-Kajsz apja, Hudzsr már csak a közép-arábiai Banú Aszad (Oroszlán-törzs) felett uralkodott.
A kalandor királyfit a hagyomány szerint apja elűzte maga mellől, így vándorköltővé vált, és elnyerte „a bolyongó király” (al-malik ad-dillíl) nevet. Törzsről törzsre rótta a nedzsdi sivatag útjait, amikor hírét vette, hogy az Aszad törzs fellázadt apja ellen, akit megöltek. A költőben győzött a kötelességtudat, és vérbosszút fogadott a hűtlen alattvalók ellen. A feladat végrehajtása azonban nem volt egyszerű, mivel a hírai király is támogatta a lázadókat, félve egy újabb lehetséges politikai fenyegetéstől. A hagyomány szerint, bár ez nem egyértelműen bizonyítható, a nemes poéta végül Bizáncban keresett segítséget. 530 körül maga I. Justinianus császár fogadta, akinek kapóra jött volna az Újperzsa Birodalom ellen egy új ütközőállamot létrehozni. Segítséget ígért neki a bosszú végrehajtásában, és kinevezte Palesztina helytartójává (phülarkha). A költő, útban tartománya felé, váratlanul elhalálozott Ankarában. A legenda szerint végül is a császár ölette meg egy mérgezett ruhával, mivel megdühödött rá a konstantinápolyi udvarban is gátlástalanul folytatott nőügyei miatt.

## Költészete
Nyugtalan életét tükrözi költészete is. Verseiben jelentős a sivatagi környezet leírása, valamint nagy teret enged különböző szerelmi kalandjainak – elsősorban férjezett asszonyokkal. Ezek leírása olykor már-már pornográfiába hajlik. Több kaszídája maradt ránk, melyek közül a leghíresebb két kezdősora így hangzik Jékely Zoltán fordításában:
„Álljunk meg és sirassuk a tábor s szerető emlékét 

Dakhul s Haumal vidékén, a sívó homokon…”
Ez az első hosszabb arab költemény, ami fennmaradt. Nagyrabecsültségét, hírnevét mi sem jelzi jobban, mint hogy beválogatták a 8. századi, a 7 legjobbnak tekintett kaszídát összekapcsoló Muallakát-gyűjteménybe.